# 葆拉·克雷斯皮
葆拉·克雷斯皮·巴里加（西班牙語：Paula Crespí Barriga，1998年4月7日—），西班牙女子水球运动员，2023年世界游泳锦标赛女子水球银牌得主、2024年世界游泳锦标赛女子水球铜牌得主、2024年夏季奥林匹克运动会女子金牌得主。